# Базанов, Сергей Фёдорович
Сергей Фёдорович Базанов (15 октября 1907,  с. Верхнее Аблязово,  Саратовская губерния,  Российская империя — 31 июля 1943, Мценский район, Орловская область,  РСФСР, СССР) — советский военачальник, подполковник (1943).

## Биография
Родился 15 октября 1907 года в селе Верхнее Аблязово,   ныне село Радищево, в Мценском районе Пензенской области. Русский.

### Военная служба

#### Межвоенные годы
4 ноября 1929 года призван в РККА и направлен в полковую школу 72-го стрелкового полка 24-й Самаро-Ульяновской железной стрелковой дивизии УВО. После завершения обучения с октября 1930 года служил в том же полку младшим командиром и старшиной сверхсрочной службы. Член ВКП(б) с 1931 года. С марта по декабрь 1932 года учился в Киевской пехотной школе им. Рабочих Красного Замоскворечья, затем был назначен в 4-ю танковую бригаду БВО и проходил в ней службу командиром взвода и роты, начальником материального обеспечения штаба бригады и командиром учебной роты, помощником начальника 1-й части штаба бригады.  В октябре 1938 года старший лейтенант  Базанов назначен старшим помощником начальника 1-го отделения 1-го отдела штаба Бобруйской армейской группы, с октября 1940 года исполнял должность старшего помощника начальника 1-го отделения оперативного отдела и врио начальника оперативного отдела штаба 4-й армии ЗапОВО.
В составе армии принимал участие  в Польском походе РККА.

#### Великая Отечественная война
С началом  войны капитан  Базанов в этой должности в составе армии участвовал в приграничном сражении на Западном фронте. 30 июня 1941 года под городом Бобруйск был ранен и эвакуирован в госпиталь. После выздоровления в сентябре назначен помощником начальника оперативного отдела штаба Брянского фронта. В этой должности участвовал в Орловско-Брянской оборонительной операции, в битве под Москвой. С января 1942 года исполнял должность начальника 1-го отделения — заместителя начальника оперативного отдела штаба 3-й армии Брянского фронта 2-го формирования. Ее войска находились в обороне на правом берегу реки Зуша восточнее Орла. 8 октября 1942 года Базанов назначен начальником штаба 269-й стрелковой дивизии. До февраля 1943 года она находилась в обороне в том же районе, боевых действий не вела. С 15 февраля по 12 марта ее части вели бои местного значения на реке Неручь южнее города Новосиль, после чего перешла к обороне. С 13 июля 1943 года дивизия участвовала в Курской битве, Орловской наступательной операции. Прорвав оборону противника на западном берегу реки Зуша и преодолевая сопротивление пехоты и танков противника, ее части наступали в направлении города Орел. В ходе наступления 3-й армии был тяжело ранен командир соседней  283-й стрелковой дивизии  полковник А. В. Коновалов и с 23 июля 1943 года его заменил подполковник  Базанов принявший командование этой дивизией. К 27 июля  части 283-й стрелковой дивизии вышли на шоссейную и железную дороги Мценск — Орел и продолжали наступать в юго-западном направлении, обходя город Орел с северо-запада, за короткий период времени Базанов вошел в курс боевой обстановки частей дивизии, правильно организовал управление и взаимодействие частей, в результате этого части дивизии ломая сопротивление противника продвинулись вперед на 10 километров и заняли 15 населенных пунктов. В этих боях 31 июля 1943 года командир дивизии подполковник Базанов погиб подорвавшись на противотанковой мине.
Похоронен в братской могиле в деревне Волково Мценского района, Орловской области. 

## Награды
- орден Отечественной войны I степени (12.08.1943)[7]
- орден Красной Звезды (22.07.1941)[8]

## Память
- 7 мая 2008 года в селе Волково Мценского района, Орловской области была открыта мемориальная доска в честь подполковника Базанова[9].